# Jan Piecko
Jan Piecko (ur. 3 lutego 1955 w Katowicach) – polski hokeista, olimpijczyk.
W latach 1965–1981 lewoskrzydłowy ataku Baildonu Katowice, potem Polonii Bytom (1982-84) oraz niemieckiej EV Ravensburg (1985-92). W lidze polskiej zagrał 460 razy strzelając 367 bramek, w 1984 r. zdobył z bytomską Polonią tytuł mistrza Polski i króla strzelców ligi.
W reprezentacji Polski w latach 1973–1985 wystąpił 100 razy, zdobył 45 bramek, uczestniczył w igrzyskach olimpijskich 1984 w Sarajewie oraz na sześciu turniejach o mistrzostwo świata.
Po wygraniu przez Polskę turnieju mistrzostw świata Grupy B w 1985 i uzyskanym awansie do Grupy A został odznaczony Brązowym Medalem za Wybitne Osiągnięcia Sportowe.
Zamieszkał w Ravensburgu.